# Zagłębie Wałbrzych
El Zaglebie Walbrzych fue un equipo de fútbol de Polonia que militó en la década de 1970 en la Ekstraklasa, la liga de fútbol más importante del país.

## Historia
Fue fundado en el año 1956 en la ciudad de Walbrzych por ciudadanos alemanes provenientes de Waldenburg con el nombre Thorez por inmigrantes polacos provenientes de Francia y Bélgica en honor al Líder comunista francés Maurice Thorez. A los aficionados no les gustaba el nombre y en 1969 lo cambiaron a Zaglebie y eran vecinos del Bialy Kamien, uno de los equipos más populares del país en ese entonces.
Al cambiar de nombre, obtuvieron el ascenso a la Ekstraklasa y en la Temporada 1970/71 se ubicaron en la 3ª posición, pero en 1974 el equipo desciende de categoría y jamás regresa a la Ekstraklasa. Nunca ganó algún título en su historia.
A nivel internacional participó en 1 torneo continental, siendo el primer equipo de Polonia en jugar en la Copa UEFA en 1971/72, donde fue eliminado en la Segunda ronda por el UT Arad de Rumania.
En el año 1992, el equipo desaparece tras fusionarse con el KS Górnik para crear al KP Wałbrzych.

## Participación en competiciones de la UEFA
| Temporada | Torneo   | Ronda | Club          | Casa | Visita | Global |
| --------- | -------- | ----- | ------------- | ---- | ------ | ------ |
| 1971-72   | UEFA Cup | 1     | Union Teplice | 1-0  | 3-2    | 4-2    |
| 1971-72   | UEFA Cup | 2     | UTA Arad      | 1-1  | 1-2    | 2-3    |